# Lerista zonulata
Espèce
Lerista zonulata est une espèce de sauriens de la famille des Scincidae.

## Répartition
Cette espèce est endémique du Queensland en Australie.

## Publication originale
- Storr, 1991 : Revision of Lerista orientalis (Lacertilia: Scincidae) of northern Australia. Records of the Western Australian Museum, vol. 15, no 2, p. 413-418 (texte intégral).